# (181868) 1999 CG119
(181868) 1999 CG119 est un objet transneptunien de la famille des objets épars.

## Caractéristiques
1999 CG119 mesure environ 133 km de diamètre.

## Orbite
L'orbite de 1999 CG119 possède un demi-grand axe de 49,461 ua et une période orbitale d'environ 348 ans. Son périhélie l'amène à 35,129 ua du Soleil et son aphélie l'en éloigne de 63,793 ua. Il s'agit d'un objet épars.

## Découverte
1999 CG119 a été découvert le 11 février 1999.